# Thagria paraexilis
Thagria paraexilis är en insektsart som beskrevs av Nielson 1980. Thagria paraexilis ingår i släktet Thagria och familjen dvärgstritar. Inga underarter finns listade i Catalogue of Life.